# Governo Kenny I
Il Governo Kenny I è stato il 29º Governo dell'Irlanda, in carica dal 9 marzo 2011 al 6 maggio 2016. Esso si è formato in seguito ai negoziati successivi alle elezioni generali del 2011. 
Guidato da Enda Kenny, è stato un governo di coalizione formato dal Fine Gael e dal Partito Laburista. Il governo era composto da 15 membri e 2 osservatori (di cui 10+1 del Fine Gael e 5+1 Partito Laburista).

## Situazione parlamentare
| Camera       | Collocazione | Partiti                                      | Seggi     |
| ------------ | ------------ | -------------------------------------------- | --------- |
| Dáil Éireann | Maggioranza  | FG (75), LAB (37), IND (5)                   | 116 / 166 |
| Dáil Éireann | Opposizione  | SF (14), IND (8), S/PBP (2), SP (2), WUA (1) | 27 / 166  |
| Dáil Éireann | Non votanti  | FF (20), IND (1), FG (1)                     | 22 / 166  |

## Composizione
Fine Gael (FG)
     Partito Laburista (LAB)
| Incarico | Titolare | Titolare           | Partito   |
| --- | -------- | ------------------ | --------- |
| Taoiseach |          | Enda Kenny         | Fine Gael |
| Tánaiste (vice primo ministro) Ministro degli affari esteri e del commercio                                    |          | Eamon Gilmore      | Laburisti |
| Ministro delle finanze                                                                                         |          | Michael Noonan     | Fine Gael |
| Ministro dell'istruzione e della formazione                                                                    |          | Ruairi Quinn       | Laburisti |
| Ministro del bilancio e delle riforme                                                                          |          | Brendan Howlin     | Laburisti |
| Ministro delle imprese, del lavoro e dell'innovazione                                                          |          | Richard Bruton     | Fine Gael |
| Ministro della protezione sociale                                                                              |          | Joan Burton        | Laburisti |
| Ministre della cultura, del patrimonio e del Gaeltacht                                                         |          | Jimmy Deenihan     | Fine Gael |
| Ministro delle comunicazioni, dell'energia e delle risorse naturali                                            |          | Pat Rabbitte       | Laburisti |
| Ministro dell'ambiente, delle comunità e degli affari locali                                                   |          | Phil Hogan         | Fine Gael |
| Ministro della giustizia, dell'uguaglianza e della difesa                                                      |          | Alan Shatter       | Fine Gael |
| Ministro dell'agricoltura, del mare e dell'alimentazione                                                       |          | Simon Coveney      | Fine Gael |
| Ministro dell'infanzia e delle politiche giovanili                                                             |          | Frances Fitzgerald | Fine Gael |
| Ministro della sanità                                                                                          |          | James Reilly       | Fine Gael |
| Ministre dei trasporti, del turismo e dello sport                                                              |          | Leo Varadkar       | Fine Gael |
| Partecipano alle riunioni del governo senza diritto di voto:                                                   |          |                    |           |
| Ministro di stato presso il dipartimento del Taoiseach Government chief whip                                   |          | Paul Kehoe         | Fine Gael |
| Ministro di stato presso il dipartimento dell'ambiente per le politiche abitative e la gestione del territorio |          | Willie Penrose     | Laburisti |